# フィーバー暴走王 小川直也
フィーバー暴走王 小川直也は、2005年10月にSANKYOが発売した、「暴走王」の異名を取る、格闘家の小川直也とタイアップしたパチンコ機のシリーズ名。
CRフィーバー暴走王 小川直也ZF-TとCRフィーバー暴走王 小川直也SF-TとCRフィーバー暴走王 小川直也SF-TLの3機種がある。

## 概要
液晶型のデジパチ。柔道家から格闘家へ華麗に転身した小川直也がパチンコ界に参戦。予告やリーチアクションなど全ての演出で小川直也が大活躍する。
本機には、3つの特徴的なアクションが搭載されている。1つ目は、確変決定アクションの「ラウンドバトル」である。図柄が揃った後のラウンド中に小川直也がリング上でバトルを繰り広げ、勝利すれば確変決定となる演出である。
2つ目は、通常時にいきなり告知が発生し、限定時間内にミッションを達成すれば大当たりとなる「オーちゃんタイム」がある。
3つ目は、通常時にいきなり演出が発生し、突然確変状態に移行する「暴走モード」がある。
シリーズ機全てに突然確変「暴走モード」が搭載されている。
シリーズ機には、確変継続率が81%と高い継続率を誇るタイプもある。

## スペック
- CRフィーバー暴走王 小川直也ZF-T
  - 賞球数 3&4&10&14
  - 大当たり最高継続 15R（9カウント）
  - 大当たり確率 1/496.5
  - 確変中大当たり確率　1/49.6
  - 確変継続率　81%（突然確変を含む）
  - 確変期間　次回大当たりまで/リミッターなし
  - 時短システム　全ての大当たり終了後　50回転
- CRフィーバー暴走王 小川直也SF-T[2]
  - 賞球数 3&4&10&15
  - 大当たり最高継続 15R（9カウント）
  - 大当たり確率 1/397.2
  - 確変中大当たり確率　1/39.7
  - 確変継続率　65%（突然確変を含む）
  - 確変期間　次回大当たりまで/リミッターなし
  - 時短システム　全ての大当たり終了後　100回転
- CRフィーバー暴走王 小川直也SF-TL
  - 賞球数 3&4&10&14
  - 大当たり最高継続 15R（9カウント）
  - 大当たり確率 1/315.1
  - 確変中大当たり確率　1/31.5
  - 確変継続率　60%（突然確変を含む）
  - 確変期間　次回大当たりまで/リミッターなし
  - 時短システム　全ての大当たり終了後　100回転

## 図柄
- 1
- 2
- 3
- 4
- 5
- 6
- 7

## 演出
予告アクション

- オーロラ予告

オーロラビジョンに映し出される小川直也の様々なメッセージで、その後の展開を予告してくれる演出。
リーチに発展することなく終わるものから、スーパーリーチが確定するもの、出現しただけで激熱となるものまで多彩なパターンがある。
「あるでしょ、男には一生に一度、⚪︎⚪︎をする時が！！」のメッセージが出現した時は、内容に応じたリーチへの発展示唆となるパターンもあり、その場合はチャンスである。
- スベリ予告

リーチ不成立でもオーちゃんフィギュアがパンチをすると、図柄がスベりリーチがかかる。
- リーチ後予告

リーチ後にミニキャラの小川直也が出現することがある。最初は1人で登場し、3人に増えたり群で出現することもある。
- 小窓予告

小窓から様々なキャラクターが登場する。「ゴング系」と「ひよこ系」と「ガール系」の3種類のキャラクターが出現することがあり、最初に出現したキャラが変化するとチャンスとなる。

オーちゃんタイム

デジタル回転中に小川直也が「これからの3分間、小川直也が大活躍！みんな頑張ってくれ！オーちゃんタイム、突入！」と宣言して突入する。

小川直也が「リーチをかけろ！」などの課題を出す「オーちゃんからミッション！」と、「フォールを決めろ！」の2種類の限定アクションが存在し、出現したミッションをクリアできたら大当たりとなる。

3分間限定のモードで、タイム突入後は盤面右上でカウントダウンが始まる。

リーチアクション

本機のリーチアクションは、ノーマルリーチ以外に5種類のアクションがある。
- ロングリーチ

オーロラビジョンが拡大され、図柄が砕けながら進んでいく。
- オーちゃんブリッジ

噴火から逃げる中、橋が壊れているので小川直也が橋の代わりになり動物たちを逃がしていく演出。
全ての動物たちを橋の向こう側へ渡らせることが出来れば大当たりとなる。
- オーちゃん刑事

刑事に扮する小川直也が銀行強盗に向けて発砲する。弾丸が銀行強盗に当たり、捕まえることが出来れば大当たりとなる。
- オーちゃんチキン

ニワトリに扮する小川直也の号令でニワトリたちが図柄の形に集まり始める。テンパイ図柄でニワトリたちが留まり続ければ大当たりとなる。
- オーちゃんビーム

隕石から地球を守るため小川直也がオーちゃんビームを放つ。隕石を破壊できたら大当たりとなる。
世界中のみんなのパワーを借りるとチャンスアップとなる。

暴走モード

デジタル回転中にオーロラビジョンが拡大され、小川直也が耳に手を当てるポーズをとると突然確変の暴走モードに突入する。

停止図柄は1･3･5のチャンス目が揃う。

暴走モード突入後は、次回大当たりするまで3種類の背景が順番に切り替わる。背景の切り替わりには法則があり、順番が異なる法則崩れが発生すると大チャンスである。

背景は、ランニング→ベンチプレス→ダンベル→ランニング…の順番に切り替わっていく。

一度暴走モードに突入すれば、出玉ありの確変大当たりを引いても暴走モードは継続される。

ラウンドバトル

大当たり中のバトル演出。小川直也が対戦相手に勝利すれば確変に突入する。敗北した場合は時短のチキンタイムに突入する。

対戦相手は「藤井軍鶏侍」か「グレートデビル」のいずれかで、最初にどちらと対決するかが決定される。対戦相手はグレートデビルが選択されることが多く、軍鶏侍が選択された場合は勝利の期待度が上がる。

対戦相手決定後は、どちらが先に仕掛けるかでその後の展開は変わる。小川直也が仕掛けた場合は、技の種類で期待度が異なる。

繰り出す技はアームロック･巴投げ･ハイキック･STO･Oビームなどがあり、強い技を出すほど勝利期待度も上がる。選択画面が出ることもあり、その場合は自分で技が選べる。

対戦相手に技を仕掛けられたられた場合は、フォールを決められれば敗北となってしまうが、返せれば小川直也が勝利する割合が高くチャンスとなる。

敗北した場合でも逆転復活となるパターンや、確変に昇格するパターンもある。

敗北後に小川直也の愛犬が登場すれば逆転復活勝利となる。他には、バトル演出終了後の残りのラウンド中の「オーちゃんのQ&A」か「オーちゃんの必殺技」に移行した際に、モニターにいきなり確変が表示されるパターンもある。

大当たりラウンド終了後の演出である、「試合後インタビュー」でボタンが出現した場合も復活して確変に突入する。

チキンタイム

確変終了後の時短中に突入するモード。専用のリーチアクションが用意されており、オーちゃんフィギュアが大活躍する。
- パンチだ小川

オーちゃんフィギュアが前後に腕を振り、パンチで図柄を壊していく。ハズレ図柄を全て壊せれば大当たりとなる。
- 頭突きだ小川

オーちゃんフィギュアが頭を前後に振り、頭突きで氷に覆われた図柄を砕いていく。3つ目の氷まで砕ければ大当たりとなる。
- 大食いだ小川

オーちゃんフィギュアが口を動かして順番に流れてくるメニューを食べ始める。全て完食出来れば大当たりとなる。
肉饅→牛丼→カレーライス→炒飯の順番で大食いしていく演出である。